# Amanda Coetzer
Amanda Coetzer (Hoopstad, 22 ottobre 1971) è un'ex tennista sudafricana.

## Biografia
Figlia di Nico e Susa Coetzer, iniziò a praticare tennis all'età di 6 anni. Tra i suoi allenatori figura anche il nome di Angelo Mangiante. Studiò all'Hilton Head, Carolina del sud. Diventò professionista nel 1988. Ha tre sorelle: Isabel, Martelle e Nicola. 
Giunse in semifinali all'Australian Open 1996, fermata da Anke Huber e all'Australian Open 1997, dove perse contro Mary Pierce. Ancora in semifinale all'Open di Francia 1997 dove affrontò la poi vincente del torneo Iva Majoli.
Il 1997 la vide protagonista: oltre alle due semifinali di prestigio disputate vinse il BGL-BNP Paribas Open Luxembourg battendo Barbara Paulus 6–4, 3–6, 7–5 e il GDF SUEZ Grand Prix avendo la meglio su Sabine Appelmans per 6–1, 6–3, nello stesso anno nella stessa competizione vinse anche il doppio in coppia con Alexandra Fusai. Nel ranking raggiunse la 3ª posizione il 3 novembre del 1997. Vinse nel 1998 il Family Circle Cup battendo in finale Irina Spîrlea con 6-3, 6-1
Vinse due volte l'Abierto Mexicano Telcel, la prima volta nel 2001 sconfiggendo Elena Dement'eva dopo aver perso il primo set 2-6 vinse gli altri due 6-1, 6-2, la seconda nel 2003 dove batté Mariana Díaz Oliva con un sofferto 7-5, 6-3.
Si è ritirata nel 2004. 

## Vita privata
Ha sposato il produttore cinematografico israeliano Arnon Milchan, di 27 anni maggiore di lei. La coppia ha due figli: un maschio, Shimon, e una femmina, Olivia.

## Statistiche

### Risultati in progressione
| Sigla | Risultato               |
| ----- | ----------------------- |
| V     | Vincitore               |
| F     | Finalista               |
| SF    | Semifinalista           |
| O     | Oro olimpico            |
| A     | Argento olimpico        |
| SF    | Bronzo olimpico         |
| QF    | Quarti di Finale        |
| 4T    | Quarto turno            |
| 3T    | Terzo turno             |
| 2T    | Secondo turno           |
| 1T    | Primo turno             |
| RR    | Round Robin             |
| LQ    | Turno di qualificazione |
| A     | Assente                 |
| ND    | Non disputato           |

| Legenda superfici    |
| -------------------- |
| Cemento              |
| Terra battuta        |
| Erba                 |
| Superficie variabile |

#### Singolare
| Tornei del Grande Slam |               |               |               |          |               |               |          |          |               |               |               |               |               |               |               |               |               |        |       |     |
| Australian Open        | A             | A             | A             | A        | A             | 1T            | 2T       | 3T       | SF            | SF            | 4T            | 4T            | 2T            | QF            | 4T            | 4T            | 2T            | 0 / 12 | 31–12 | 72% |
| Open di Francia        | A             | 4T            | 1T            | 2T       | 3T            | 2T            | 4T       | 2T       | 4T            | SF            | 1T            | 1T            | 3T            | 3T            | 1T            | 1T            | A             | 0 / 15 | 23–15 | 61% |
| Wimbledon              | Q3            | 1T            | 2T            | 2T       | A             | 2T            | 4T       | 2T       | 2T            | 2T            | 2T            | 3T            | 2T            | 3T            | 2T            | 2T            | A             | 0 / 14 | 17–14 | 55% |
| US Open                | Q1            | 1T            | 1T            | 1T       | 3T            | 3T            | QF       | 1T       | QF            | 4T            | QF            | 1T            | 3T            | 1T            | 3T            | 3T            | A             | 0 / 15 | 25–15 | 63% |
| Vittorie-sconfitte     | 0–0           | 3–3           | 1–3           | 2–3      | 4–2           | 4–4           | 11–4     | 4–4      | 13–4          | 14–4          | 8–4           | 5–4           | 6–4           | 8–4           | 6–4           | 6–4           | 1–1           | 0 / 56 | 96–56 | 63% |
| Tornei di fine anno    |               |               |               |          |               |               |          |          |               |               |               |               |               |               |               |               |               |        |       |     |
| WTA Tour Championships | A             | A             | A             | A        | A             | QF            | 1T       | 1T       | 1T            | 1T            | 1T            | 1T            | QF            | 1T            | A             | A             | A             | 0 / 9  | 2–9   | 18% |
| Tier I                 |               |               |               |          |               |               |          |          |               |               |               |               |               |               |               |               |               |        |       |     |
| Tokyo                  | Tier III      | Tier III      | Tier II       | Tier II  | Tier II       | A             | A        | A        | A             | QF            | SF            | F             | QF            | 2T            | 2T            | 1T            | A             | 0 / 7  | 10–7  | 59% |
| Boca Raton             | Tier II       | Tier II       | Tier II       | 2T       | SF            | Tier II       | Tier II  | Tier II  | Non disputato | Non disputato | Non disputato | Non disputato | Non disputato | Non disputato | Non disputato | Non disputato | Non disputato | 0 / 2  | 5–2   | 71% |
| Indian Wells           | ND            | T III         | Tier II       | Tier II  | Tier II       | Tier II       | Tier II  | Tier II  | Tier II       | 2T            | 3T            | 3T            | 2T            | A             | QF            | QF            | A             | 0 / 6  | 8–6   | 57% |
| Miami                  | A             | 3T            | 2T            | 2T       | QF            | 4T            | 4T       | 4T       | 3T            | 2T            | 4T            | QF            | QF            | 4T            | 4T            | 2T            | A             | 0 / 15 | 26–15 | 63% |
| Charleston             | Tier II       | Tier II       | A             | 2T       | 3T            | QF            | 3T       | 3T       | 2T            | QF            | V             | 3T            | QF            | QF            | QF            | 3T            | A             | 1 / 13 | 28–12 | 70% |
| Berlino                | A             | 2T            | 1T            | 3T       | A             | A             | A        | 2T       | 2T            | SF            | 3T            | 1T            | F             | QF            | 1T            | A             | A             | 0 / 11 | 15–11 | 58% |
| Roma                   | T IV          | T II          | 2T            | 2T       | SF            | 3T            | 2T       | 3T       | A             | 3T            | 2T            | 2T            | A             | A             | A             | 2T            | A             | 0 / 10 | 13–10 | 57% |
| San Diego              | T V           | T IV          | Tier III      | Tier III | Tier III      | Tier II       | Tier II  | Tier II  | Tier II       | Tier II       | Tier II       | Tier II       | Tier II       | Tier II       | Tier II       | Tier II       | A             | 0 / 0  | 0–0   | 0%  |
| Montréal / Toronto     | Tier II       | Tier II       | A             | A        | 3T            | 3T            | 3T       | F        | 3T            | QF            | 3T            | QF            | 2T            | 3T            | 3T            | 3T            | A             | 0 / 12 | 22–12 | 65% |
| Mosca                  | ND            | Tier V        | Tier V        | Tier V   | Non disputato | Non disputato | Tier III | Tier III | Tier III      | A             | A             | A             | A             | A             | SF            | 1T            | A             | 0 / 2  | 3–2   | 60% |
| Zurigo                 | T IV          | T III         | Tier II       | Tier II  | Tier II       | A             | A        | A        | 1T            | 2T            | QF            | QF            | 2T            | 2T            | 2T            | 1T            | A             | 0 / 8  | 7–8   | 47% |
| Filadelfia             | Non disputato | Non disputato | Non disputato | Tier II  | Tier II       | QF            | 1T       | 1T       | Tier II       | Tier II       | Tier II       | Tier II       | Tier II       | Non disputato | Non disputato | Tier II       | Tier II       | 0 / 3  | 2–3   | 40% |
| Carriera               |               |               |               |          |               |               |          |          |               |               |               |               |               |               |               |               |               |        |       |     |
| Ranking di fine anno   | 157           | 63            | 76            | 67       | 17            | 15            | 18       | 19       | 14            | 4             | 17            | 11            | 12            | 19            | 21            | 25            | 286           |        |       |     |

#### Doppio nei tornei del Grande Slam
| Torneo          | 1989 | 1990 | 1991 | 1992 | 1993 | 1994 | 1995 | 1996 | 1997 | 1998 | 1999 | 2000 | 2001 | 2002 | 2003 | 2004 |
| --------------- | ---- | ---- | ---- | ---- | ---- | ---- | ---- | ---- | ---- | ---- | ---- | ---- | ---- | ---- | ---- | ---- |
| Australian Open | A    | A    | A    | A    | 1T   | 3T   | A    | 3T   | 1T   | 3T   | 2T   | 3T   | A    | QF   | 2T   | A    |
| Open di Francia | 1T   | A    | 1T   | 2T   | SF   | SF   | 1T   | 2T   | 2T   | A    | 1T   | 1T   | 1T   | 2T   | 1T   | A    |
| Wimbledon       | A    | A    | A    | A    | 1T   | A    | 2T   | 2T   | 1T   | 3T   | 2T   | 2T   | 3T   | 2T   | A    | A    |
| US Open         | A    | A    | A    | 1T   | F    | 3T   | 1T   | 2T   | 2T   | 1T   | 2T   | 3T   | 2T   | 1T   | A    | A    |

#### Doppio misto nei tornei del Grande Slam
| Torneo          | 1989 | 1990 | 1991 | 1992 | 1993 | 1994 | 1995 | 1996 | 1997 | 1998 | 1999 | 2000 | 2001 | 2002 | 2003 | 2004 |
| --------------- | ---- | ---- | ---- | ---- | ---- | ---- | ---- | ---- | ---- | ---- | ---- | ---- | ---- | ---- | ---- | ---- |
| Australian Open | A    | A    | A    | A    | 1T   | 1T   | 2T   | A    | A    | A    | 1T   | 1T   | 2T   | A    | A    | A    |
| Open di Francia | A    | A    | A    | A    | 2T   | QF   | 2T   | A    | A    | A    | A    | A    | A    | A    | A    | A    |
| Wimbledon       | A    | A    | A    | A    | 3T   | 3T   | A    | A    | A    | A    | 1T   | QF   | 3T   | 3T   | A    | A    |
| US Open         | A    | A    | A    | 2T   | 2T   | A    | A    | A    | A    | A    | A    | A    | A    | 1T   | A    | A    |

## Nella cultura popolare
- Amanda Coetzer è apparsa nel videogioco Top Spin.